# Corsewall fyr
Corsewall fyr är en fyr på den yttersta spetsen av Corsewall Point i närheten av Stranraer i Dumfries and Galloway i Skottland. Den vägleder trafiken i Nordkanalen och Irländska sjön.
Behovet av en fyr påtalades 1814 och året efter uttalade ingenjörer vid Northern Lighthouse Board att en fyr vid Loch Ryan i Galloway och en på Point of Ayre på Isle of Man skulle förbättra navigationen längs västkusten påtagligt. Byggnationen började snart efter och när Robert Stevenson, som ritat fyrplatsen, besökte den i december 1915 hade grunden till fyren och delar av fyrvaktarbostaden färdigställts.
Fyren tändes första gången 1817, men  kort tid senare stannade fyrapparaten då fyrmästaren somnade under sitt pass. Han fråntogs sin tjänst och förflyttades till Bell Rock fyr där han blev fyrbiträde.
När en Concorde flög över fyren på en testflygning i november 1970 skadades ett stort antal glasrutor. Senare överflygningar har dock inte orsakat skador.
Fyren automatiserades och avbemannades 1994 och har sedan dess styrts från Northern Lighthouse Boards kontor i Edinburgh. 
Northern Lighthouse Board lade ut fyrplatsen till försäljning 
år 2008. Byggnaderna har renoverats och fyrvaktarbostaden drivs som hotell. Fyren är stängd för allmänheten.